# Catedral de Sant Finbarr
La Catedral de Sant Finbarr (En irlandès: Ardeaglais Naomh Fionnbarra; en anglès: Saint Finbarre's cathedral) és una catedral de l'Església d'Irlanda situada a la ciutat de Cork, a Irlanda. L'emplaçament de la catedral ha estat lloc de culte des del segle VII. Les tres cuculles de la catedral són una de les senyes d'identitat més representatives del comtat de Cork. S'hi troba el bisbat de Cork, Cloyne i New Ross.

## Història

### Edat mitjana
Hi va haver una catedral situada a l'actual emplaçament abans de la seva reconstrucció al segle xviii i encara hi ha vestigis de la seva existència. Va ser feta malbé pel foc durant el setge a Cork el 1689/90. Quan es va demolir el seu campanar el 1865, es va descobrir un canó de quasi onze quilograms i que actualment penja d'una cadena al deambulatori.

### La catedral delseglexviii
Després de la seva demolició, el 1735 es va construir una edificació petita en el seu lloc per encàrrec del bisbe Peter Browne, i que després es demoliria novament el 1865 per construir el que és l'actual catedral. Tanmateix, la porta gran principal va quedar intacta.

### La catedral en l'actualitat
L'arquitecte William Burges va iniciar la planificació dels treballs de reconstrucció de l'actual catedral neogòtica el 1862. La construcció va començar el 1865 i, encara que sense acabar, es va consagrar l'any 1870. Es va completar el 1879 amb la finalització de les torres i les seves cuculles.
A més a més, Burges va donar un àngel de coure i pa d'or, posat damunt del pinacle de la catedral. Existeix una superstició local que compta que si algun dia cau l'àngel de la teulada, significaria la fi del món.